# Porter (Minnesota)
Porter es una ciudad ubicada en el condado de Yellow Medicine en el estado estadounidense de Minnesota. En el Censo de 2010 tenía una población de 183 habitantes y una densidad poblacional de 30,88 personas por km².

## Geografía
Porter se encuentra ubicada en las coordenadas 44°38′29″N 96°10′12″O / 44.64139, -96.17000. Según la Oficina del Censo de los Estados Unidos, Porter tiene una superficie total de 5.93 km², de la cual 5.92 km² corresponden a tierra firme y (0.09%) 0.01 km² es agua.

## Demografía
Según el censo de 2010, había 183 personas residiendo en Porter. La densidad de población era de 30,88 hab./km². De los 183 habitantes, Porter estaba compuesto por el 99.45% blancos, el 0% eran afroamericanos, el 0% eran amerindios, el 0.55% eran asiáticos, el 0% eran isleños del Pacífico, el 0% eran de otras razas y el 0% pertenecían a dos o más razas. Del total de la población el 1.09% eran hispanos o latinos de cualquier raza.